# Autumn Peltier
Autumn Peltier (27 de septiembre de 2004) es una activista y defensora de los derechos del agua originaria de Anishinaabe y miembro de la Primera Nación de Wikwemikong. Es una protectora de agua y ha sido llamada "guerrera del agua". Peltier se dirigió a los líderes mundiales en la Asamblea General de la ONU sobre el tema de la protección del agua a la edad de trece años en 2018.

## Vida personal
Peltier vive en el territorio autónomo anishinaabe en la isla Manitoulin al norte de Ontario. Comenzó su defensa en favor del agua a la edad de ocho años y se inspiró en su tía abuela, Josephine Mandamin. El punto de inflexión para comenzar su activismo fue cuando asistió a una ceremonia en la Reserva del Río Serpent y vio una señal que advertía sobre el consumo de agua no potable, dándose cuenta de que no todas las personas en Canadá tienen acceso al agua potable.

## Defensa del agua
Peltier pronto se convirtió en una oradora muy solicitada. Obtuvo notoriedad nacional e internacional cuando en una reunión de la Asamblea de las Naciones Originarias le entregó al primer ministro canadiense Justin Trudeau una olla de agua de cobre y, aunque no tuvo tiempo de pronunciar su discurso preparado, se enfrentó a Trudeau en su historial de protección del agua y su apoyo a las tuberías. Su acto inspiró a la Asamblea de las Naciones Originarias para crear el fondo Niabi Odacidae. Ha asistido a eventos internacionales como la  Children's Climate Conference en Suecia.
En abril de 2019, la nación Anishinabek nombró a Peltier comisionada en jefe del agua. Esta posición la ocupó anteriormente su tía abuela Josephine Mandamin. 
En septiembre de 2019, Peltier fue nominada para el Premio Internacional de la Paz Infantil. También fue invitada a hablar en la Cumbre de Acción Climática del Secretario General de las Naciones Unidas en Nueva York, en 2019 y 2018.

## Premios y reconocimientos
- Nominada para el Premio Internacional de la Paz Infantil, 2017, 2018, 2019.[3][10][11][12]
- Canadian Living Me to We Award Youth in Action under 12, 2017.[4]
- Premio Ontario Junior Citizens, Asociación de Periódicos de Ontario, 2017.[13]
- Medalla Soberana del Voluntariado Excepcional, por el Gobernador General de Canadá y el Teniente Gobernador de Ontario, marzo de 2017.[14]
- Premio Ottawa Riverkeeper, 2018.[15]
- Premio Water Warrior en el Water Docs Film Festival en Toronto, 2019.[2]
- Premio Joven Líder, Premio de la Asociación de Servicios Sociales Municipales de Ontario, 2019.[16]
- Nombrada Top 30 menores de 30 años en América del Norte por la Educación Ambiental que marca la diferencia, 2019.[17]
- Nombrado en la lista de mujeres de la BBC 100 para 2019.[18]